# 段孟賢
段孟賢（1528年—1584年），字汝愚，一字子愚，號蒙岡，江西九江府湖口縣人，民籍，明朝政治人物。

## 生平
嘉靖三十一年（1552年）壬子科江西鄉試第七十七名舉人，四十一年（1562年）中式壬戌科會試第十四名，二甲第八十五名進士。授刑部湖廣司主事，四十四年丁母憂，隆庆二年（1568年）服闋，出為亳州同知，六月量移溫州府通判，三年升寧波府同知，萬曆二年（1574年）改都匀府知府。萬曆七年（1579年）入觐京师，八年升本省驿传道副使，十年致仕。

## 家族
曾祖段仲厚；祖父段珪；父段鑾，贈按察司副使。前母曹氏；母梅氏。慈侍下。兄段孟萱。從子段克允，癸未进士。